# Einar Tveito
Einar Tveito (Lårdal, 14 aprile 1890 – gennaio 1958) è stato un attore norvegese.

## Biografia
Tveito ha avuto il suo debutto cinematografico nel film Fante-Anne di Rasmus Breistein, del 1920, e ha preso parte a 13 film fino al 1944.

## Filmografia

### Attore
- Fante-Anne, regia di Rasmus Breistein (1920)
- La fidanzata di Glomdal (Glomdalsbruden), regia di Carl Theodor Dreyer (1926)
- Troll-elgen, regia di Walter Fyrst (1927)
- Viddenes folk, regia di Ragnar West felt (1928)
- Jeppe på bjerget, regia di Per Aabel e Harry Ivarson (1933)
- Sangen om Rondane, regia di Helge Lunde (1934)
- Norge for folket, regia di Helge Lunde (1936)
- Vi vil oss et land..., regia di Leif Sinding e Ernst Ottersen (1936)
- Fant, regia di Tancred Ibsen (1937)
- Gjest Baardsen, regia di Tancred Ibsen (1939)
- Godvakker-Maren, regia di Knut Hergel (1940)
- Unge viljer, regia di Walter Fyrst (1943)
- Villmarkens lov, regia di Walter Fyrst (1944)

### Sceneggiatore
- Godvakker-Maren, regia di Knut Hergel (1940)

### Produttore
- Sangen om Rondane, regia di Helge Lunde (1934)